# Залуки
Залуки (хорв. Zaluki) — населений пункт у Хорватії, у Приморсько-Горанській жупанії у складі громади Матулі.

## Населення
Населення за даними перепису 2011 року становило 73 осіб.
Динаміка чисельності населення поселення:

## Клімат
Середня річна температура становить 9,82 °C, середня максимальна – 21,52 °C, а середня мінімальна – -2,74 °C. Середня річна кількість опадів – 1480 мм.
| Клімат поселення                              | Клімат поселення | Клімат поселення | Клімат поселення | Клімат поселення | Клімат поселення | Клімат поселення | Клімат поселення | Клімат поселення | Клімат поселення | Клімат поселення | Клімат поселення | Клімат поселення | Клімат поселення |
| Показник                                      | Січ.             | Лют.             | Бер.             | Квіт.            | Трав.            | Черв.            | Лип.             | Серп.            | Вер.             | Жовт.            | Лист.            | Груд.            |                  |
| Середній максимум, °C                         | 6,99             | 7,10             | 9,55             | 13,59            | 17,18            | 21,00            | 21,08            | 21,52            | 17,65            | 13,36            | 8,20             | 5,93             |                  |
| Середня температура, °C                       | 2,12             | 2,24             | 4,68             | 8,74             | 12,33            | 16,14            | 18,40            | 18,84            | 14,96            | 10,68            | 5,51             | 3,24             |                  |
| Середній мінімум, °C                          | −2,74            | −2,62            | −0,18            | 3,87             | 7,48             | 11,27            | 15,71            | 16,16            | 12,28            | 7,99             | 2,84             | 0,56             |                  |
| Норма опадів, мм                              | 111              | 93               | 111              | 118              | 106              | 127              | 88               | 109              | 131              | 163              | 178              | 145              |                  |
| Середньомісячна швидкість вітру, м/с          | 3.00             | 3.21             | 3.22             | 3.05             | 2.79             | 2.67             | 2.56             | 2.64             | 2.73             | 3.06             | 3.25             | 3.24             |                  |
| Середньомісячна сонячна радіація, кДж/м²·день | 4446             | 7376             | 10406            | 14721            | 18823            | 20426            | 21475            | 18331            | 13621            | 8997             | 4822             | 3739             |                  |
| --------------------------------------------- | ---------------- | ---------------- | ---------------- | ---------------- | ---------------- | ---------------- | ---------------- | ---------------- | ---------------- | ---------------- | ---------------- | ---------------- | ---------------- |
| Джерело:                                      |                  |                  |                  |                  |                  |                  |                  |                  |                  |                  |                  |                  |                  |